# Castelo de Saint-Maurice
O Château de Saint-Maurice foi construído sobre as ruínas de um antigo castelo do século XIII na comuna de Saint-Maurice-Navacelles no departamento de Hérault da França.
O primeiro castelo em Saint-Maurice foi mencionado em 1280; os únicos vestígios são a base da torre de menagem quadrada e partes da subestrutura do século XIV. O actual castelo foi construído no século XVI no local do antigo castelo. Em 1753, pertenceu a Antoine de Barbeira, que se tornou marquês de Saint-Maurice nesse ano. A estrutura foi fortemente transformada no século XIX.
Uma propriedade privada, consta do inventário de monumentos históricos do Ministério da Cultura da França.